# Carl Axel Petri
Carl Axel Henrik Petri, född 12 augusti 1929 på Djupadals herrgård i Blekinge, död 3 december 2017 i Jönköping, var en svensk jurist och ämbetsman.
Carl Axel Petri var son till konsul Carl Petri och friherrinnan Maud Wrede född i friherrliga ätten Wrede af Elimä. Han studerade vid Lunds universitet, där han blev juris kandidat 1953, genomförde tingstjänstgöring 1953–1955, blev fiskal vid Hovrätten över Skåne och Blekinge 1956, tjänstgjorde som tjänsteman i riksdagen 1958–1961, blev assessor i Hovrätten över Skåne och Blekinge 1963, i Försäkringsdomstolen 1964 och var lagman vid Kammarrätten i Stockholm 1972–1976.
Petri var kammarrättspresident i Kammarrätten i Jönköping 1976–1987 och hovrättspresident i Göta hovrätt 1987–1996. Han var opolitiskt statsråd 1979–1982, först statsråd i justitiedepartementet med ansvar för energifrågor och när moderaterna 1981 lämnade regeringen (i protest mot "den underbara natten"), efterträdde han moderaten Håkan Winberg som departementschef (justitieminister).
Han var  från 1953 gift med övertandläkare Brita Petri, född Thulin 1931.

## Befattningar
- Kammarrättspresident för Kammarrätten i Jönköping 1976–1987
- Konsultativt statsråd 1979–1981
- Justitieminister (opolitisk) 1981–1982
- Hovrättspresident i Göta hovrätt 1987–1996

## Utmärkelser
- 1968 – Kommendör av Nordstjärneorden 1968
- 1988 – H.M. Konungens medalj i 12:e storleken att bäras om halsen med Serafimerordens band
- 1998 – Serafimermedaljen
- Storkorset av Mexikanska Aztekiska Örnorden[källa behövs]
- Stor Officer av Ordre national du Mérite
- 2002 – Hedersdoktor vid Högskolan i Jönköping